# Uzdigital TV
Uzdigital TV — оператор платного наземного телевидения формата DVB-T и DVB-T2 в Узбекистане.

## История
В сентябре 2008 года Государственное унитарное предприятие «Центр радиосвязи, радиовещания и телевидение» (ЦРРТ) организовала опытную эксплуатацию оборудования цифрового телевидения в городах Ташкент и Бухара. Для оказания платных услуг цифрового телевидения ЦРРТ создал компанию «Uz Digital TV», которая 21 июня 2010 года получила лицензию на оказание услуг сетей распространения телепередач и стала подключать абонентов к сети платного цифрового телевидения.
Предшественник Uzdigital TV — компания «Камалак», вещавшая в аналоговом формате прекратила трансляцию программ в сентябре того же года.
Другим направлением деятельности компании являются услуги, связанные с изготовлением и размещением рекламы на транслируемых телеканалах.

## Вещание
Вещание производится на каналах:

### Ташкент
DVB-T
3
- 29 ТВК 538 МГц
- 37 ТВК 602МГц
- 41 ТВК 634 МГц
- 42 ТВК 642 МГц

DVB-T2
- 30 ТВК 546 МГц
- 31 TBK 554 МГц

### Самарканд
43 ТВК 650 Мгц (Базовый пакет)

### Андижан, Наманган, Ферганская область
27 ТВК 522 МГц (Базовый пакет)

### Кашкадарьинская область
47 ТВК 682 МГц (Базовый пакет)

### Бухарская область
40 ТВК 626 МГц (Базовый пакет)

### Хорезмская область, Республика Каракалпакстан
46 ТВК 674 МГц (Базовый пакет)

## Пакеты и каналы
Пакеты телепрограмм «Эконом», «Стандарт» и «Микс» доступны только на территории Ташкента и Ташкентской области.
. Ранее в базовый пакет входили российские каналы (Первый, Россия 1, Россия 2, НТВ, Домашний), но позже были заменены на Форум-ТВ, UzHD (в обычном разрешении), «Madaniyat va ma’rifat», «Dunyo bo’ylab» и «Bolajon»
| Базовый Пакет | Базовый Пакет |
| ------------- | --- |
| Эфирные       | UzHD • O’zbekiston 24 • Mahalla • Oilaviy • Bolajon • Kinoteatr • Dunyo Bo’ylab • Madaniyat va Ma’rifat • Sport TV • Toshkent • O’zbekiston • Yoshlar • Navo • MY5 • Milliy TV • Zo'r TV • Sevimli • Uzreport TV • Futbol TV • |

| Тарифный План "Микс"   | Тарифный План "Микс" |
| Тематика               | Телеканалы |
| ---------------------- | --- |
| Эфирные                | UzHD • O’zbekiston 24 • Mahalla • Oilaviy • Bolajon • Kinoteatr • Dunyo Bo’ylab • Madaniyat va Ma’rifat • Sport TV • Toshkent • O’zbekiston • Yoshlar • Navo • MY5 • Milliy TV • Zo'r TV • Sevimli • Uzreport TV • Futbol TV • |
| Российские федеральные | Первый канал • Россия 1 • Культура • НТВ • ТВ-3 • Звезда • ТВ Центр • |
| Кино                   | КиноХит • КиноПремьера • КиноСвидание • Индийское Кино • TV1000 • TV1000 Русское Кино • Дом Кино • |
| Детям                  | Канал Disney • Карусель • |
| Музыка                 | Муз-ТВ • RU TV • |
| Спорт                  | Матч ТВ • Матч! Арена • Матч! Футбол 1 • Матч! Футбол 2 • EuroSport • |
| Новости                | Россия 24 • EuroNews • |
| Познавательное         | Animal Planet • Discovery Channel • National Geographic Channel • Viasat History • Viasat Explore • |
| Развлекательное        | Телекафе • Охота и Рыбалка • |

## Ранее транслируемые каналы
- Luxe TV (до октября 2010 года)
- ТНТ и ДТВ (до февраля 2011 года. Отключены у всех операторов телевидения в Узбекистане)
- Домашний (до июля 2013 года)